# Parc national naturel de Sumapaz
Le parc national naturel de Sumapaz est un parc national situé dans la Cordillère Orientale et réparti sur les départements de Cundinamarca, Meta et Huila, en Colombie. Il est considéré comme le plus grand écosystème paramo du monde. Il fut créé en 1977 en raison de son importance en tant que réserve de biodiversité et de ses ressources en eau douce pour la région la plus densément peuplée du pays, la savane de Bogota.

## Histoire
Le páramo de Sumapaz était considéré comme un site sacré par les indiens Chibcha. Il était associé avec les forces divines de la création et de l'origine de l'humanité, en faisant un domaine où les hommes ne devaient pas entrer.
Durant le XVIe siècle, l'aventurier et conquistador allemand Nikolaus Federmann conduisit une expédition à travers le Sumapaz à la recherche du trésor mythique d'Eldorado avec des pertes sévères. L'endroit fut nommé par les espagnols "País de la Niebla" ("Pays du Brouillard") à cause des nuages denses au niveau du sol diminuant sensiblement la visibilité.
En 1783, José Celestino Bruno Mutis y Bosio conduit une expédition dans le but d'étudier la faune et la flore de la région. Toutefois le paramo ne fut pas visité en raison des rudes conditions climatiques. Le naturaliste allemand Alexander von Humboldt fit la première description du paramo et des plantes locales en 1799. Il nota également la présence de vallées glaciaires et associa les formations géologiques de la région avec celles de la géologie alpine.
Au début du XXe siècle, le naturaliste espagnol José Cuatrecasas fit d'importantes recherches sur le paramo et la limite des arbres.  Les autres scientifiques qui décrivirent et étudièrent le paramo de Sumapaz sont Ernesto Guhl (es), qui conduisit des recherches sur la flore durant trente ans, et Thomas van der Hammen.

## Géographie

### Topographie

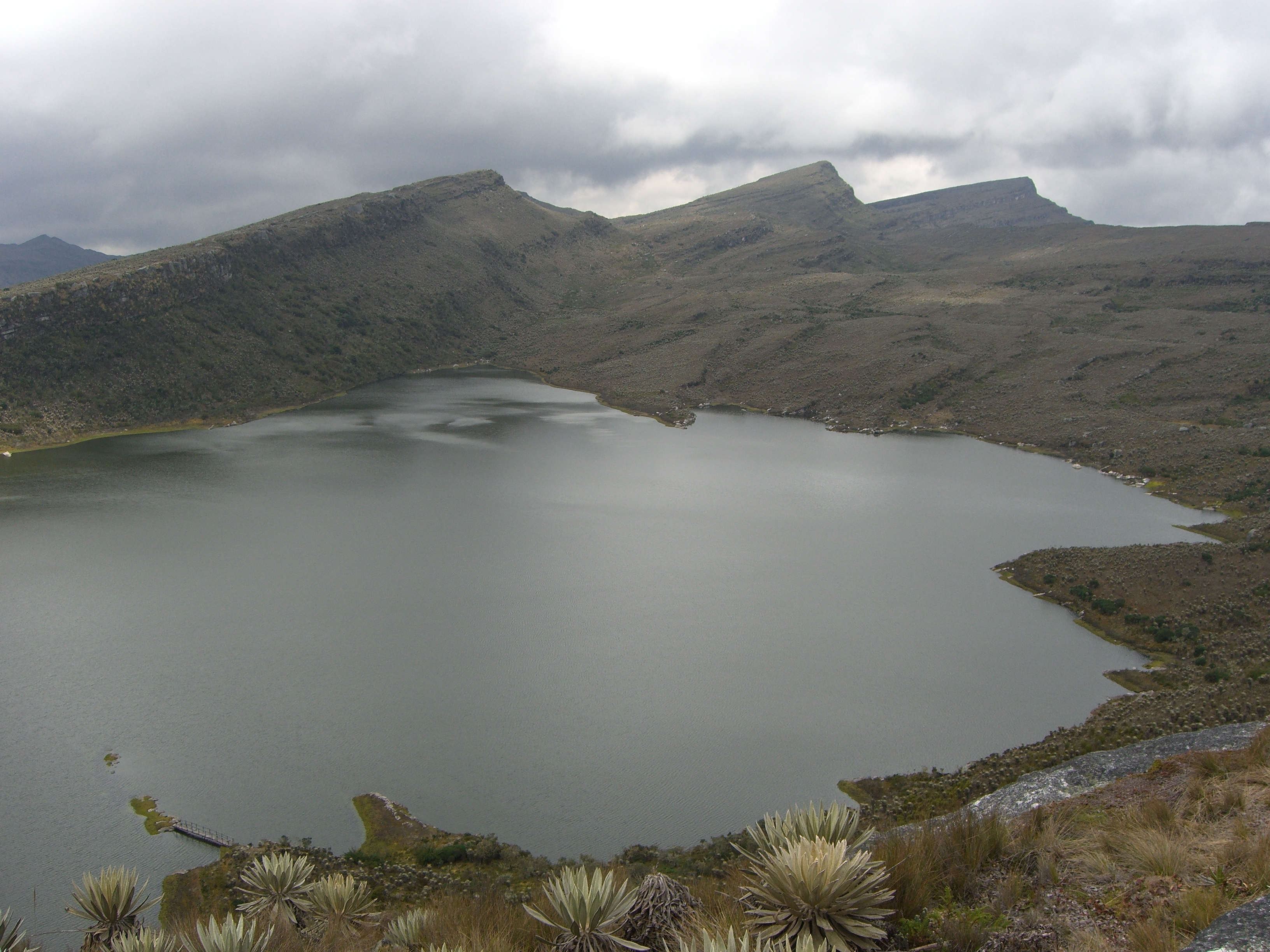
Le lac Chisacá.

L'altitude moyenne oscille entre 3 500 et 4 000 mètres. Le point culminant est le sommet du Nevado de Sumapaz (4 300 mètres).
Sumapaz est situé dans la cordillère Orientale entre l'Orénoque et le río Magdalena, les deux principaux systèmes fluviaux de la Colombie, et alimente les affluents des deux bassins.  Les fortes précipitations et la flore endémique de la région, qui maintient l'humidité en agissant comme une éponge pour les eaux de pluie, contribuent à en faire un important réservoir d'eau douce, via de nombreux lacs tels la laguna de Tota ou la laguna de Chisacá.

### Géologie
La partie est de Sumapaz est fait de formations de roche métamorphique du Dévonien et de paysages alpins. Sa partie ouest est constituée de roches sédimentaires de l'Oligocène et de paysages plus doux. Les différentes étapes de glaciation du Quaternaire ont laissé de nombreux débris de glaciers et des lacs glaciaires tel le lac Chisaca. Durant la dernière glaciation, l'avancée du glacier dans la vallée de Tunjuelo atteignit Usme, qui aujourd'hui fait partie de la ville de Bogota.
Les sols de cette région sont acides, avec de forts taux de sodium et de potassium. C'est un sol granulaire avec une haute perméabilité favorisant la formation d'eau souterraine dans des aquifères. La composition du sol et le  températures basses contribuent une faible couche d'humus et une mauvaise décomposition de la matière organique rendant ce sol peu propice à l'agriculture.

### Climat
Le Parc national naturel de Sumapaz a un climat inhospitalier et froid, avec des températures moyennes inférieures à 10 °C (variant de -10 à 17 °C) et de rapides changements entre courtes périodes chaudes et gel.
La moyenne annuelle des précipitations est de 700 à 1 000 mm. La saison pluvieuse dure quasiment toute l'année, sauf entre décembre et février, lorsque l'ensoleillement atteint son maximum avec un intense rayonnement ultraviolet (des adaptations telles une coloration blanche et translucide permet aux plantes locales d'y survivre).
L'humidité est généralement haute (de 50 à 90 %).

## Biodiversité

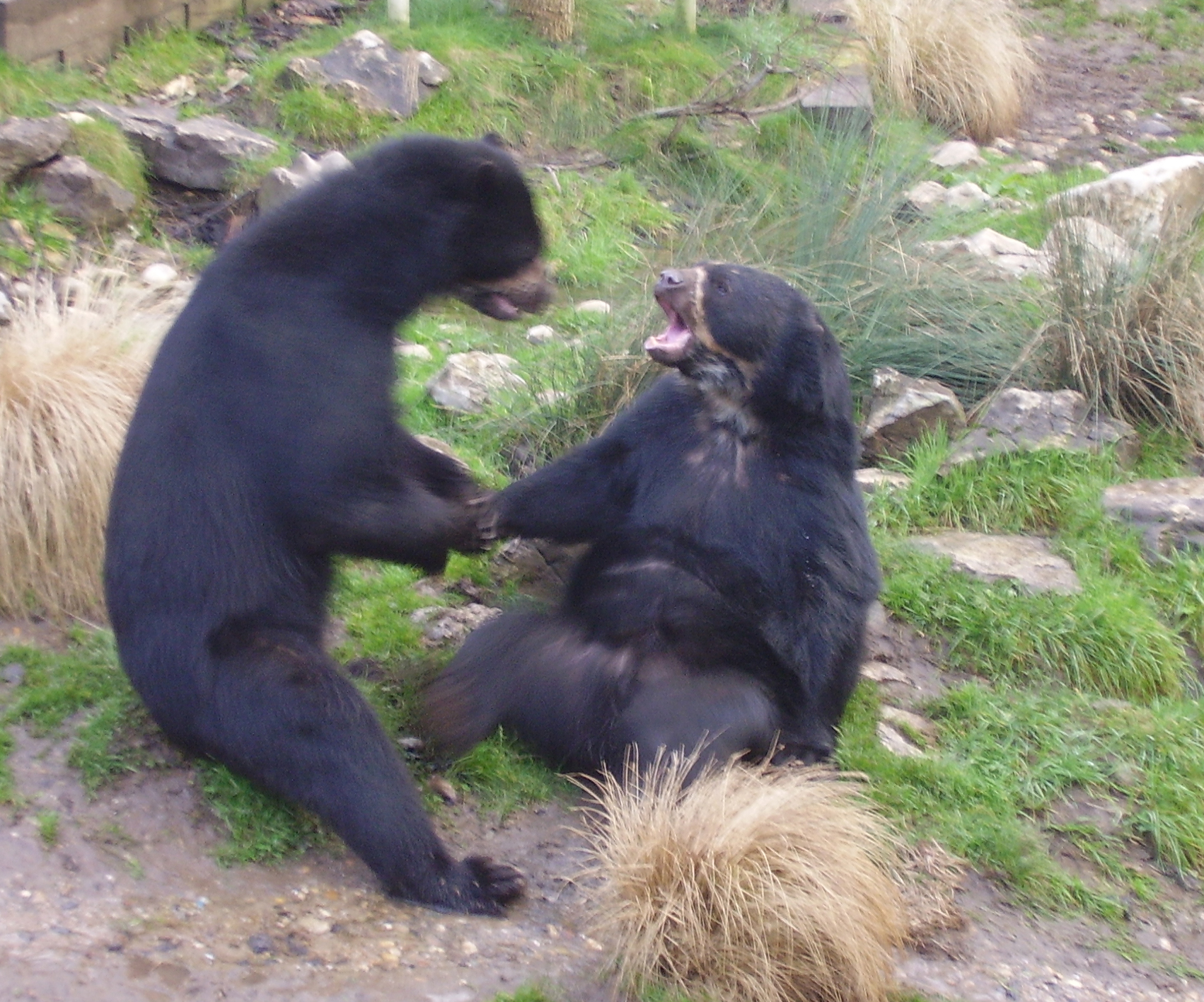
Ours à lunettes

### Flore
Plus de 200 espèces de plantes vasculaires sont native de la zone avec un taux substantiel d'endémisme. Les plantes les plus représentatives sont les espeletias, la plus commune étant l’espeletia grandiflora. La plus grande est l’espeletia uribei, avec des spécimens de plus de 12 mètres de hauteur. Les autres espèces sont l’espeletia algodonosa, l’espeletia banksiifolia, l’espeletia cuatrecasasii, l’espeletia formosa, l’espeletia glossophylla, l’espeletia killipii, l’espeletia picnophyla, l’espeletia schultzii et l’espeletia curialensis. Les mousses de sphaignes couvrent de larges zones de Sumapaz, augmentant la capacité du sol à retenir l'eau et les nutriments. Dans les zones de canyon, les arbres Weinmannia tormentosa et tibouchina sont les espèces dominantes. La digitale pourpre est une espèce européenne introduite, dont on ignore si elle l'a été accidentellement ou délibérément.

### Faune
L'ours à lunettes vit dans Sumapaz. Les autres animaux du parc sont le petit daguet rouge, le tapir, le coati, l'aigle royal, le merganette des torrents et le canard à queue pointue. La truite arc-en-ciel est une espèce introduite.

## Activité humaine
Bien que les sols et le climat ne se prêtent pas à l'agriculture ou à d'autres activités économiques, des installations humaines existent dans le Paramo de Sumapaz, notamment les villages de San Juan de Sumapaz, Nazareth, Santa Rosa et El Hato (seuls les deux premiers disposent d'une route d'accès) regroupant environ 1 200 familles, la plupart vivant sous le seuil de pauvreté (c'est-à-dire avec moins de 1,25 dollar par jour), sans école ni installations sanitaires. Par conséquent, les paysans violent souvent les zones protégées pour cultiver des pommes de terre.
La forêt est sévèrement altérée par l'activité humaine (exploitation forestière, défrichage intensif), ce qui rend la différence entre prairies naturelles et artificielles difficile à distinguer. Il est estimé que 10 000 têtes de bétail vivent et se nourrissent dans les zones protégées. En 1950, le président Mariano Ospina Pérez ordonna aux banques colombiennes de ne pas accorder de prêts destinés à l'établissement de cultures ou d'élevages à des altitudes supérieures à 3 500 mètres afin de décourager ce genre d'activités.
Ces dernières années, des groupes armés illégaux tels les FARC ou l'ELN ont utilisé la zone comme zone de transit pour les victimes de kidnapping, le trafic d'armes ou le narcotrafic. Le gouvernement colombien a établi en 2002 un centre militaire d'opérations : la base militaire General Antonio Arredondo, achevant le retrait des forces illégales.  Cependant, la présence de l'armée colombienne a généré des controverses à propos de l'impact environnemental, avec de possibles destructions d'espeletias, dont les feuilles sont supposées être collectées par les soldats pour se confectionner des matelas rudimentaires.